# Корсунь-Шевченківська художня галерея
Корсунь-Шевченківська художня галерея — художній музей-галерея у місті Корсуні-Шевченківському Черкаської області; зібрання творів українського і зарубіжного образотворчого мистецтва; складова-відділ Корсунь-Шевченківського державного історико-культурного заповідника.

## З історії та експозиції
Художня галерея була створена в Корсуні-Шевченківському у 1977 році. 
Починаючи від 1994 року заклад, що міститься у флігелі садиби Лопухіних, працює на правах науково-дослідного відділу Корсунь-Шевченківського державного історико-культурного заповідника.
У фондах Корсунь-Шевченківської художньої галереї зберігається понад 3 тисячі творів живопису, скульптури, графіки, медальєрного та декоративно-вжиткового мистецтва.
Образотворче і декоративно-ужиткове мистецтво кінця XVIII — початку XX століть представлене, зокрема, роботами італійського майстра Л. Йоріні, угорського художника С. Бубіча, українського художника І. Сошенка. 
Українське образотворче мистецтво 40—80-х років XX століття репрезентують С. Шишко, О. Лопухов, В. Непийпиво, К. Кайдаш-Машківська, А. Чебикін, В. Виродова-Готьє, М. Єсипенко. Цінними є твори батального живопису, автори яких І. Їжакевич, В. Любчик, В. Пузирьков, О. Будников.
Досить повно в експозиції галереї представлені скульптурні роботи таких авторів, як А. Білостоцького, М. Лисенка, О. Скоблікова, М. Щербакова
Багатим розмаїтям жанрів вирізняються монографічні комплекси художників Корсунщини Б. Федоренка, М. Прокопенка, І. Куща, Б. Купневського, С. Дуплія.
Окремі зали галереї присвячені образотворчому і декоративно-ужитковому мистецтву Корсунщини кінця XX — початку XXI століть. Серед авторів представлених робіт — І. Гречуха, О. Конончук, А. Шевченко, К. Лазаренко, І. Івченко, А. Бахмут.

## Джерело
- Художня галерея (проспект), Корсунь-Шевченківський державний історико-культурний заповідник, б.р.